# نجیب‌الله رفیع
ملا نجیب الله رفیع (پشتو: ملا نجیب الله رفیع) یک سیاستمدار طالبان افغان است که در حال حاضر از ۷ نوامبر ۲۰۲۱ والی ولایت نیمروز است.